# غيرستهوفن
غرشتهوفن (بالألمانية: Gersthofen) هي بلدة ألمانية تقع في ألمانيا في آوغسبورغ.

## المدن التوأمة
مدينة Nogent-sur-Oise هي مدينة توأمة لـغرشتهوفن.

## معرض صور

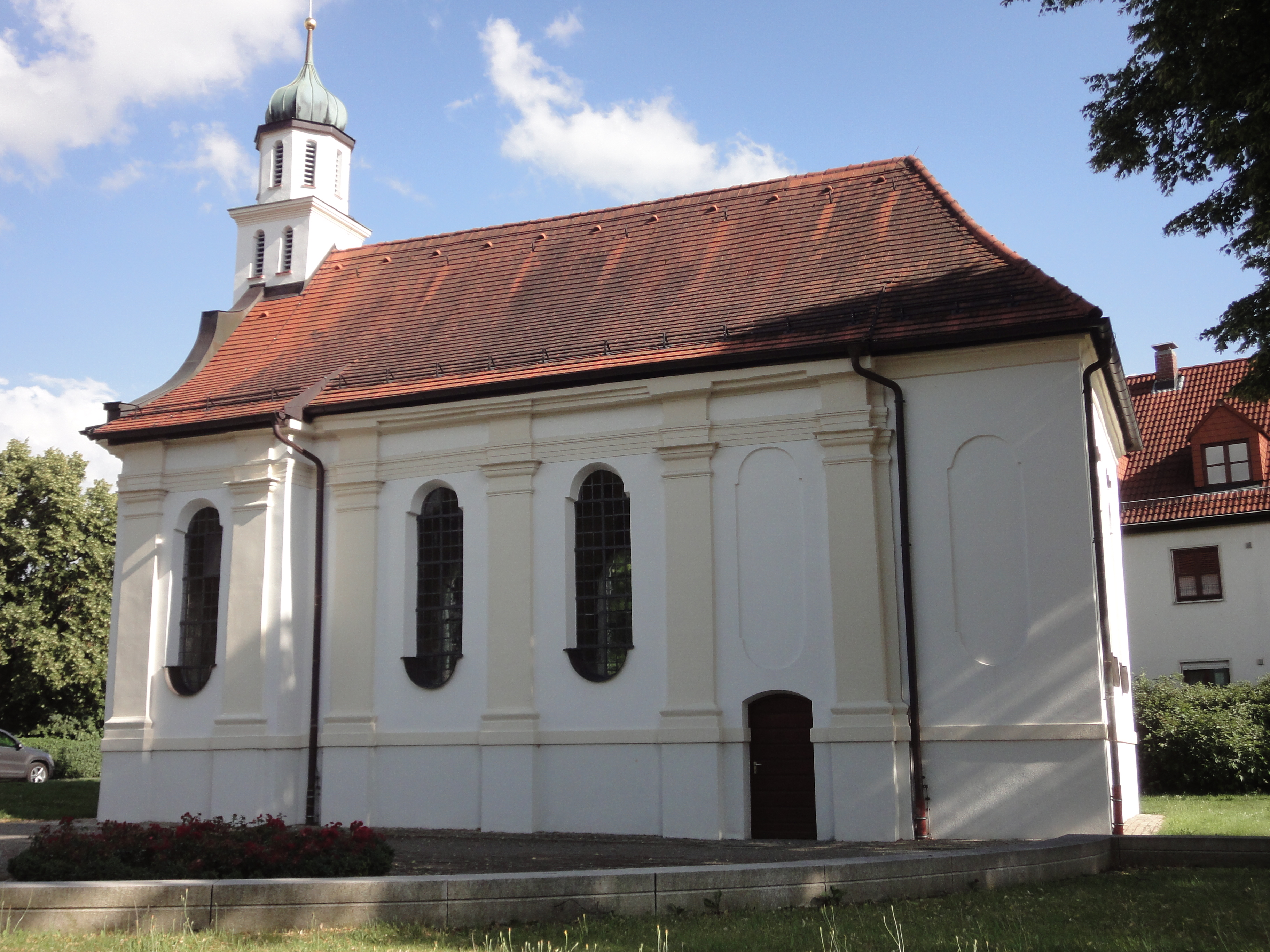
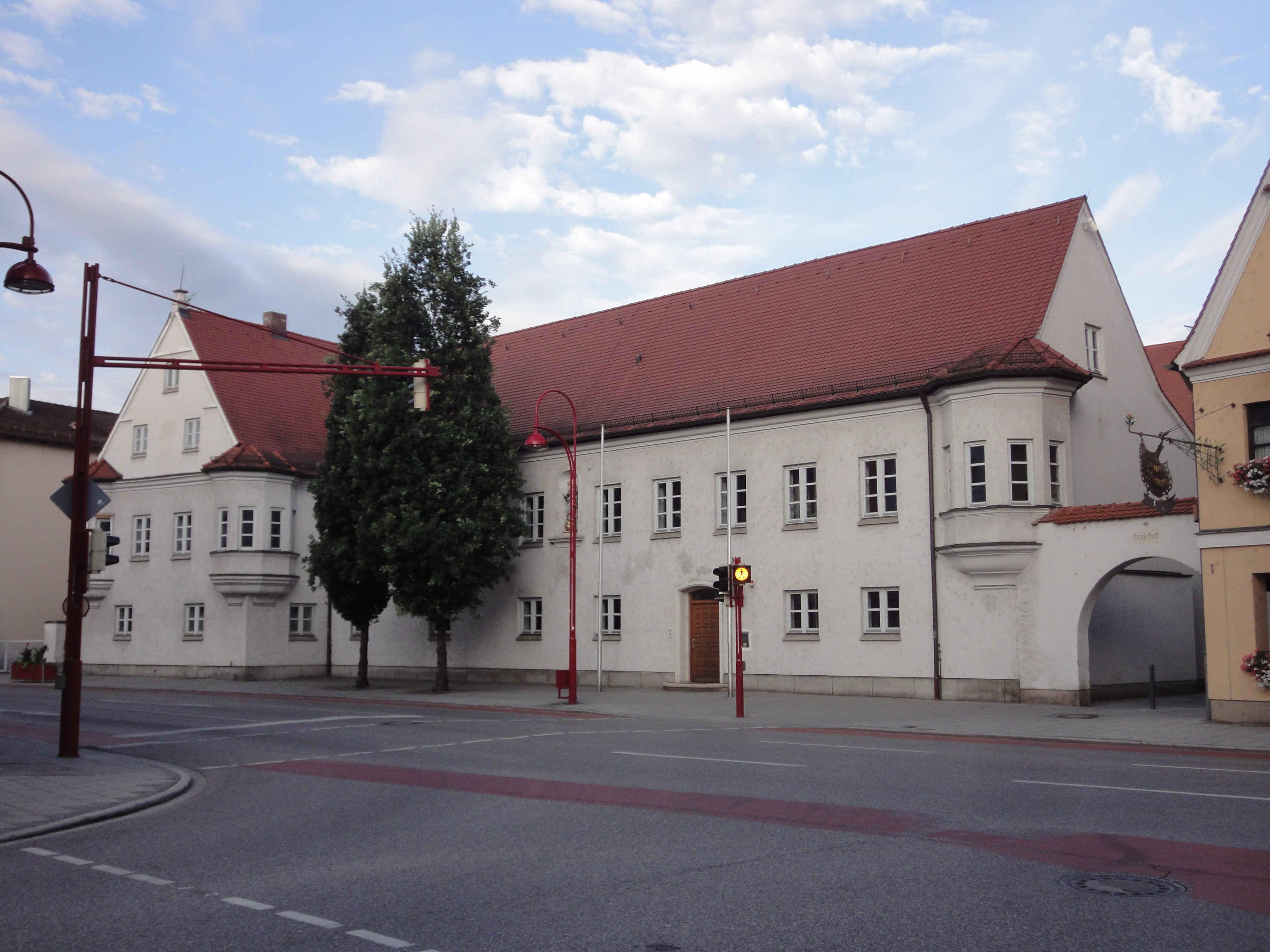
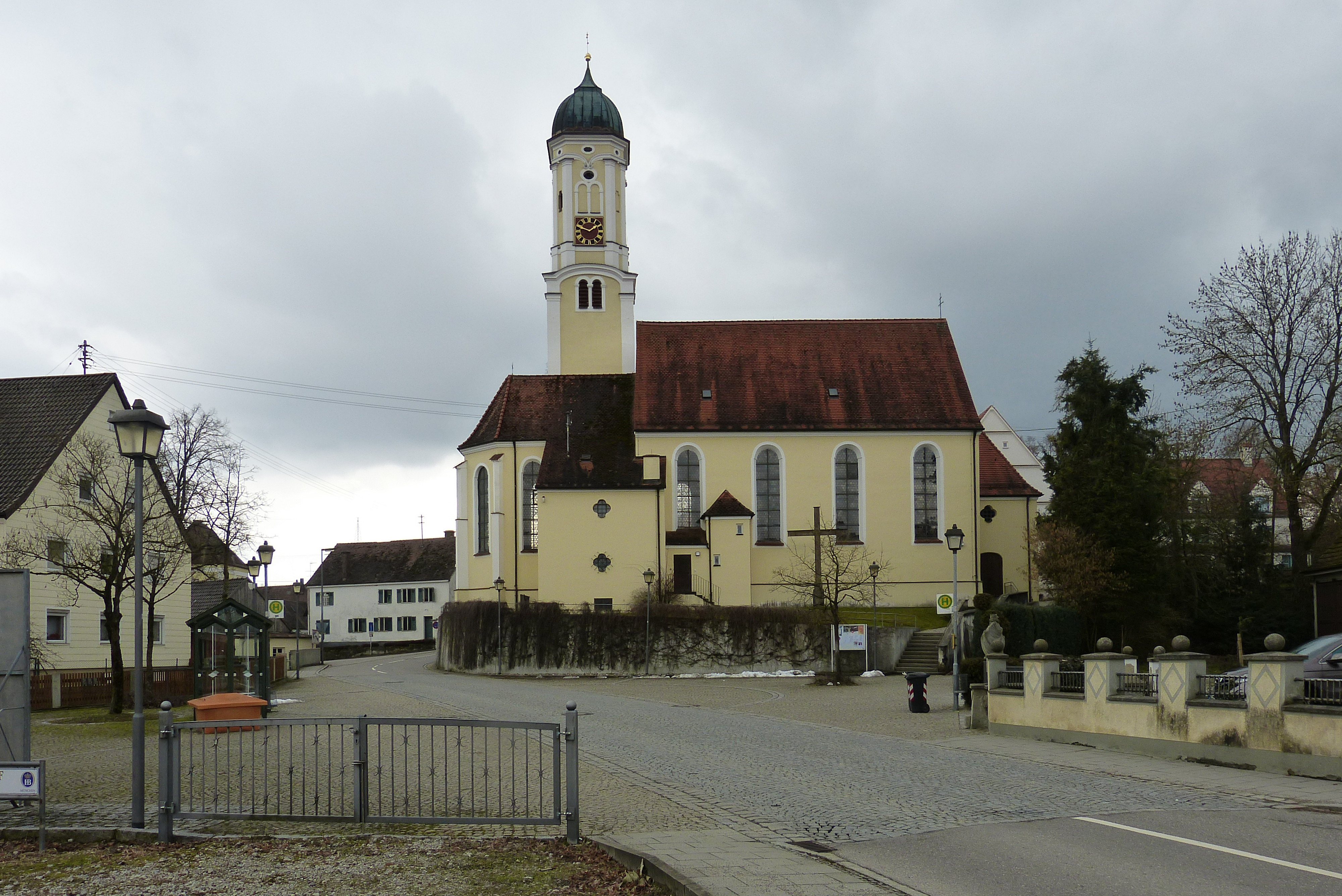